# Saint-Laurent-sur-Oust
Saint-Laurent-sur-Oust (bret. Sant-Laorañs-Graeneg) – miejscowość i gmina we Francji, w regionie Bretania, w departamencie Morbihan.
Według danych na rok 1990 gminę zamieszkiwało 281 osób, a gęstość zaludnienia wynosiła 72 osoby/km² (wśród 1269 gmin Bretanii Saint-Laurent-sur-Oust plasuje się na 952. miejscu pod względem liczby ludności, natomiast pod względem powierzchni na miejscu 1048.).